# 中国海洋大学
中国海洋大学（ちゅうごくかいようだいがく、中文表記: 中国海洋大学、英文表記: Ocean University of China、略称：中国海大、海大、OUC）は、中華人民共和国山東省青島市にある教育部直轄の国家重点大学。1924年に設立され、海洋学科および水産学科が特徴であるが、理学、工学、農学、医学、薬学、経済学、管理学、文学、法学、教育学、歴史等の学科を擁する総合大学でもある。985工程、211工程、双一流（A類）、111計画等に選定されているほか、北極大学連盟、IAMRI連盟、海洋大学連盟に参加している。嶗山（嶗山区）、魚山（市南区）、浮山（嶗山区）、西海岸（zh:青岛西海岸新区）の4つのキャンパスがある。

### 私立青島大学時代（1924-1928）

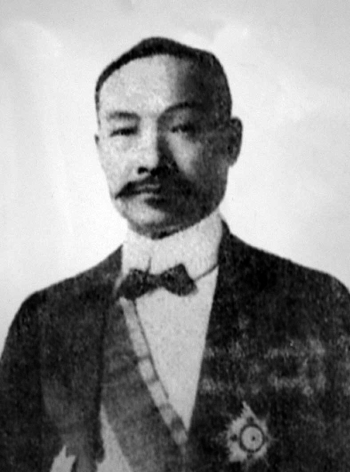
高恩洪 、私立青島大学の最初の学長

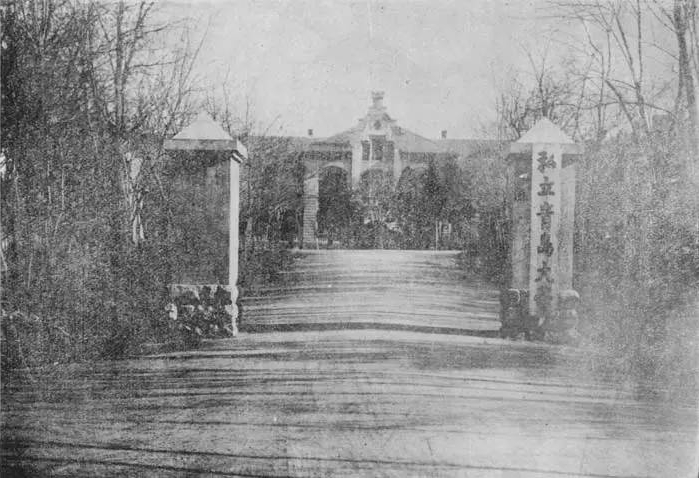
私立青島大学

## 沿革

### 国立山東大学時代（1930-1958）

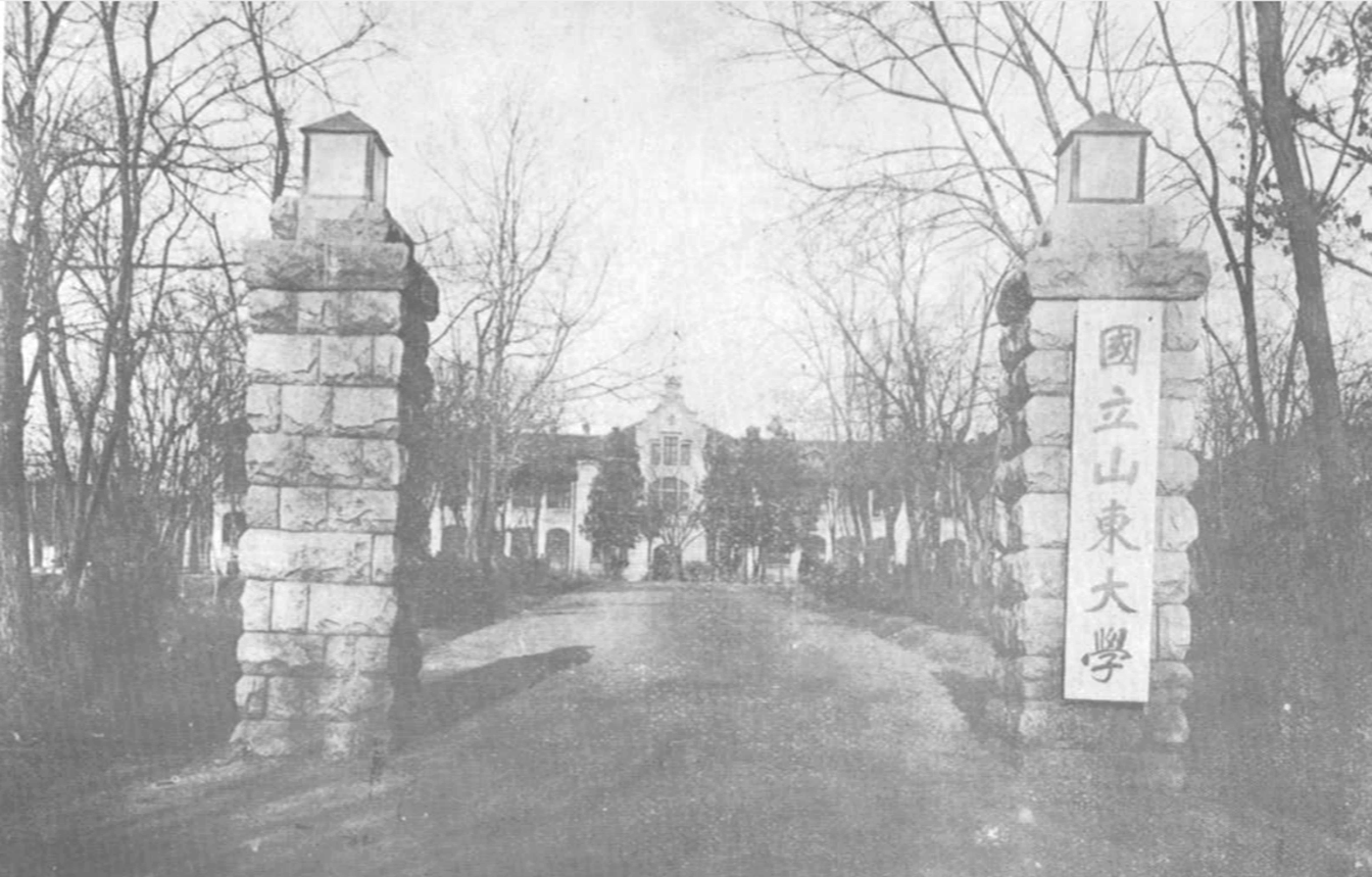
青島の国立山東大学の門

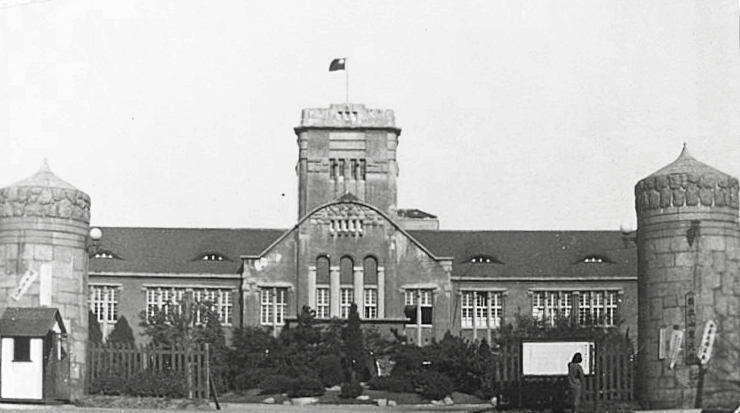
1946年に青島の学校を再開した後の国立山東大学

学校の設立後、青島の本部には、文学と科学の2つの学部があり、中国語、外国語、教育の3つの学部で構成される。科学部は、数学、物理学、化学、生物学を有する。1932年に調整後、教育省は学校を国立山東大学に改名し、2つの文学部と科学部は芸術科学部に合併し、2つの工学部と農業部を追加。工学部は土木工学と機械工学部を持ち、農業部は済南に設ける。この期間中、学校は老舎、洪深、聞一多、沈従文、梁実秋、王統照、王淦昌、童第周などの有名人を多数雇用。国立山東大学は全国的に有名となる。1936年には、411人の学生がいた。1937年の「7月7日」事件の後、学校は四川に移り、その後学校は閉鎖され、学生は中央大学へ編入。 
1946年1月、国立山東大学は、1939年4月の日本占領中に青島に設立された医学学校を引き継ぐ。医学の専門家はなく、学科もなく、学校制度は6年で、最初の全国入学者は40歳であった。 1946年10月25日に、国立山東大学が青島で正式に再開。 文学、科学、工学、農業、医学の5つの大学があり、中国語、外国語、数学を含む14の学科があり、後に歴史学科が追加される。1949年の青島解放の前夜までに、学校には220人の教師と1,132人の生徒がいた。 青島の山東大学のキャンパスには、玉山路（現在の青島海洋大学）、台山路（現在の青島医科大学第二病院）、武定路（現在の青島駐rison隊長）などがある。1951年、山東大学は東中国大学と合併して新しい山東大学を設立し、華港が校長となる。 文学、科学、工学、農業、医学の5つの大学と、新たに追加された2つの政治学部、および歴史的な言語と海洋物理学の2つの研究機関があります。 1951年以来、中国と歴史の2つの専攻で大学院生を募集し、後に数学、物理学、動物、植物、およびミクロの専門分野で卒業しました。 当時、教師と生徒の数はそれぞれ486人と2,366人に達し、学校は最初に文学史と歴史の特徴を形成しましたが、海洋学の研究開発も重要視していました。 1952年、国立大学は教員に合わせて調整され、山東大学は産業と農業、地質学、政治、芸術の2つの学校を編入しました。 工学部の土木工学部と以前の山東工科大学に加えて、土木と繊維の部門が合併して青島工業大学を形成し、青島の外に留まり、残りは他の場所に移転 。医学部に加えて、学部の調整後、大学は病院レベルの設立をやめ、中国語、外国語、歴史、数学、物理学、化学、生物学、海洋、水産物の9つの部門を設置。 これまでのところ、山東大学は中央教育省が直接率いる総合大学として設立された。 1956年、山東大学医学部とその関連病院シャンダ病院は、青島医科大学とその関連病院になる。 1958年10月、教師の3分の2近くが済南に移転。メインキャンパス、提携中学校、一部の教養教師、海洋、水生、地質鉱物は青島に残り、山東大学済南キャンパスと山東大学青島キャンパスを含む同じ大学を形成している 。

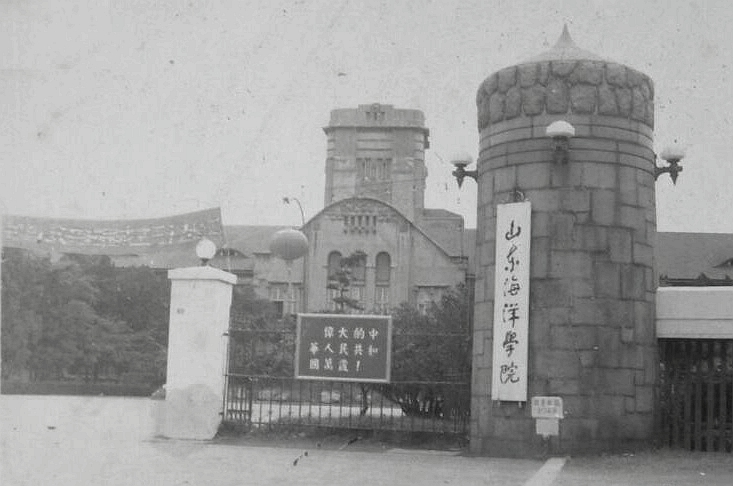
山東海洋大学

### 海洋大学時代（1958年から現在）
1959年から1960年にかけて、山東大学（青島）は、既存の分野に基づいて、 アモイ大学や復旦大学などの残りの海洋科学研究部隊を統合し総合教育で最高に達する。1960年10月、中国共産党中央委員会により、中国の13の主要な総合大学の1つとして正式に認定。 1988年、青島海洋大学と改名され、学校の名前は小平によって名付けられた。2002年10月、教育部の承認を得て、中国海洋大学に改名。

### 歴史年表
| 時間           | イベント |
| 1924年10月25日 | 私立青島大学が設立 |
| 1926           | 済南の6つの専門学校の合併と山東大学の設立                                                                                 |
| 1928           | 私立青島大学と省山東大学は閉鎖                                                                                            |
| 1930年9月21日  | 私立青島大学に基づいて、省山東大学が採用され、国立青島大学が設立され、学校名はC元平、ヤンジェンシェンが校長となりました。 |
| 1932           | 国立山東大学に改名 |
| 1937           | 戦争が勃発し、学校は本土に移転                                                                                            |
| 1938年         | 一時停止 |
| 1946年10月25日 | 国立山東大学が正式に再設置                                                                                                |
| 1958年10月     | 山東大学の教師の3分の2近くが済南に移り、元のキャンパス、提携中学校、一部の教師、海洋、水生、地質鉱山は青島に残った。      |
| 1959-1960      | 山東大学（青島）は、 ia 門大学や復旦大学などの残りの海洋科学研究部隊を統合し、山東海洋大学を設立                          |
| 1960           | 中国共産党中央委員会は、中国の13の主要な総合大学の1つとしてそれを特定                                                     |
| 1988           | その名前を青島海洋大学に変更し、学校の名前は小平によって記される                                                          |
| 1998           | 大学を建設するための「 211プロジェクト 」の最初のバッチに選出                                                             |
| 2001           | 「 985プロジェクト 」建設の主要大学の最初のバッチに選ばれる                                                               |
| 2002年10月     | 中国海洋大学に名を変更 |
| 2017年         | 世界クラスの大学と一流の分野の最初のバッチの1つに選出                                                                     |

## 学校のステータス
中国海洋大学是一所以海洋和水产学科为特色，包括理学、工学、农学、医（药）学、经济学、管理学、文学、法学、教育学、历史学等学科门类较为齐全的教育部直属重点综合性大学，是国家“985工程”和“211工程”重点建设高校之一，是国务院学位委员会首批批准的具有博士、硕士、学士学位授予权的单位。

### 人材トレーニング

#### 学校の条件
学校には19の大学と基本的な教育センターがあります。 15,000人以上の学部生、8,300人以上の大学院生、および1,800人以上の博士課程の学生を含む、25,000人以上のフルタイムの学生がいます。 教員1,683人、専任教師1,683人、博士監督者455人、上級専門技術者530人、上級専門技術者646人、中国科学院の学者5人、中国工学院の学者8人がいます。 著名作家王蒙担任学校顾问、文学与新闻传播学院名誉院长，国家海洋局原局长王曙光受聘学校顾问、海洋发展研究院名誉院长，国际著名物理学家钱致榕受聘学校顾问、特聘讲席教授、行远书院院长，诺贝尔文学奖获得者莫言等12位知名作家受聘为学校“驻校作家”。
学校は、道徳、知性、美しさ、国民の精神と社会的責任、国際的なビジョンと協力的な競争意識、科学的および人道的資質、革新的な意識と実践能力の総合的な開発により、高品質の革新的な才能を育成することを目指している。海洋産業の主要な才能と背骨の力は特別な使命であり、学校は学部の教育理念である「身体と職業としての常識」に従い、限られた条件で自己選択されたコースシステムを実施し、学問的認識と卒業専攻の認識のシステムを実装し、複合的で質の高い才能の育成に努めている。 卒業生のうち、14人が中国科学アカデミーまたは中国工学アカデミーの学者に選出され、3人が国家海洋局のディレクターを務めた。
| 学部専攻                                                                   | 73     |
| ナショナルティーチングチーム                                               | 4      |
| 国立実験教育デモンストレーションセンター                                   | 4      |
| 国立仮想シミュレーション実験教育センター                                   | 2      |
| ナショナルタレントトレーニングモデルイノベーションパイロットエリア         | 2      |
| 全国品質コース、ブティックビデオ公開クラス                                 | 16ドア |
| 全国名物                                                                   | 12     |
| 教育省、優秀なエンジニア教育プログラムパイロットプログラム                 | 7      |
| 国立工学実践教育センター                                                   | 3      |
| 教育省の農林業の優秀な人材のための教育訓練プログラムのパイロットプログラム | 2      |

| 第1レベルの国家キー規律                           | 2   |
| 二次分野の国内主要分野（1つの主要栽培分野を含む） | 10  |
| 山東省の主要な規律                                | 21  |
| 博士号認定の第1レベルの規律                       | 13  |
| 博士号（プロ）                                    | 85  |
| 博士号の学位カテゴリ（工学博士号、国内初）        | 1   |
| 修士号認定の第一レベルの規律ポイント              | 33  |
| 修士号（プロ）                                    | 194 |
| 修士課程プログラム認定ポイントカテゴリ            | 14  |

#### 人材開発の結果
| 中国科学アカデミーの学者 | 胡ダンシン     | チャン・ジン           | チャオ・ニアンジ | 歌の電子レンジ     |              |        |        |            |                |                |
| 中国工学アカデミーの学者 | グアン・フアシ | チャオ・ファゼン       | ガオ・コンギ     | チャン・フージェン | チャン・ジン | 江興偉 | 李Yang | マッコネル | バオジェンミン | チャン・ウェイ |
| 優秀な卒業生             | ワンビン       | 謝尚平                 | 梁新豊           |                    |              |        |        |            |                |                |
| 業界リーダー             | 八尾神保       | チャン・ジュアンフアン | リー・ウェンボ   |                    |              |        |        |            |                |                |

### 科学研究
海洋産業における一流の才能と背骨の力を生み出すという特別な使命により、学校は国家海洋産業の発展の重要なプロセスを促進し、中国の海洋高等教育の発展を主導。 1946年に、学校は中国で最初の水産品部門である中国で最初の水生研究機関を設立。1960年には、物理海洋学および海洋生物学の分野で海洋科学の大学院生の最初のバッチを募集; 1985年に授与。海洋科学の最初の博士号.1986年に、中国初の現代の海洋薬物であるアルギン酸塩（PSS）に代表される一連の海洋クラスの薬物を開発し、中国の海洋および水産物で唯一の国家技術を取得。一等賞を発明; 1998年に、彼は中国で海洋学の第一学位を授与され、第1レベルを授与。

#### タレントチーム
学校には、1,683人の常勤教師、455人の博士課程指導者、530人の上級専門技術者、646人の準上級専門技術者、中国科学アカデミーの5人の研究者、および中国工学アカデミーの8人の研究者を含む3,405人の教員がいる。 2017年12月31日現在、学校の関連する才能は次のとおり。
| 二学院の学者                                                            | 13人   |
| 「千の才能プログラム」の著名な教授                                      | 7人    |
| 「10,000人計画」をリードする才能                                        | 9人    |
| 「長江学者」特別任命、講義教授                                          | 12人   |
| 全国優秀青年基金の受賞者                                                | 16人   |
| 国立「1億タレントプロジェクト」                                         | 11人   |
| 若者、若者、揚子江、一流の若者、優秀な若者、その他の「4人の若者」の才能 | 19人   |
| 山東泰山学者                                                            | 41人   |
| 「風水/繁栄/グリーンカード/才能」の才能                                 | 147人  |
| 全国レベルで傑出した貢献をした若い中年の専門家                          | 9人    |
| 973プログラムおよび全米主要科学研究プログラムの主任研究員               | 10人   |
| National Key R＆D Programのチーフサイエンティスト                       | 8人    |
| 中国国立自然科学財団                                                    | 2      |
| 科学技術省の主要分野のイノベーションチーム                              | 2      |
| 文部省「長江奨学生」イノベーションチーム                                | 4      |
| ポスドク移動局                                                          | 13     |
| 専任教師                                                                | 1683人 |
| 博士課程の家庭教師                                                      | 455人  |

#### 研究プラットフォーム
学校には、3,500トンの「オリエンタルレッド2」海洋総合科学研究インターンシップ船、300トンの「エンジェル1」科学研究交通供給船、2600トンの「ハイダ」を含む3つの教育および科学研究船があり 「海洋地質地球物理調査船（企業と共同で建造）、および建設中の5,000トンの新しい深海総合科学研究船「東方紅3号」、近海から沖合、遠大まで海と一流の海上オンサイト観測機能を備えた極地統合海洋実験室システムまでそろえ、学校は青島海洋科学技術研究所の主要な支援ユニットで「海洋の動的プロセスと気候」と「海洋医学と生物製剤」の2つの機能研究所の作業を担当。関連する研究プラットフォームは次のとおり。
| 実験室レベル                                                           | 研究所の数 | 研究室（ベース）リスト |
| ---------------------------------------------------------------------- | ---------- | --- |
| 国立研究所                                                             | 1          | 青島海洋科学技術パイロット国立研究所 |
| 国立工学技術研究センター                                               | 2          | 国立海洋薬物工学技術研究センター、海洋ビッグデータ国立および地方共同工学研究センター |
| 教育省の重要な研究室                                                   | 6          | 教育省、教育省、海洋水産養殖の主要研究所、教育省、海洋環境生態学の主要研究所、教育省、潜水艦科学および検出技術の主要研究所、教育省海洋化学理論および工学技術の主要研究所教育省の生物遺伝学と繁殖の重要な研究室                                                                   |
| 文部省工学研究センター                                                 | 4          | 海洋養殖省の工学研究センター、海洋材料および保護技術の工学研究センター、教育省、海洋油ガス開発および安全保護の工学研究センター、教育省、海洋情報技術の工学研究センター |
| 農業省の主要研究所                                                     | 1          | 農業省の水生動物の栄養と飼料の重要な研究室 |
| 山東省キーラボ                                                         | 3          | 山東省の海洋工学の主要研究所、山東省の砂糖科学および砂糖工学の主要研究所、山東省の海洋環境地質工学の主要研究所 |
| 山東工学技術研究センター                                               | 1          | 山東海洋食品工学技術研究センター |
| 青島キーラボ                                                           | 5          | 複合現実と仮想海の青島キーラボ、海洋医学の青島キーラボ、光オプトエレクトロニクスの青島キーラボ、海洋ファインケミカルの青島キーラボ、海洋再生可能エネルギーの青島キーラボ |
| 青島（工学技術）研究センター                                           | 4          | 青島海洋食品製造技術研究センター、青島海洋ビッグデータ工学研究所、青島組織工学角膜工学技術研究センター、青島現代サービス産業デジタル工学技術研究センター、青島海洋器械工学研究センター                                                                                           |
| ユネスコ中国海洋生物工学センター                                       | 1          | ユネスコ中国海洋生物工学センター |
| 中国海洋開発研究センター（文部省、国家海洋局）                         | 1          | 中国海洋開発研究センター |
| 国立基礎科学研究および教育人材トレーニングベース（海洋学、化学）       | 2          | 国立基礎科学研究および教育人材トレーニングベース（海洋学、化学） |
| ナショナルライフサイエンスアンドテクノロジータレントトレーニングベース | 1          | ナショナルライフサイエンスアンドテクノロジータレントトレーニングベース |
| 教育省-国立外国人専門家局「111イノベーションとインテリジェンスベース」 | 5          | シーガスダイナミクスイノベーションおよびイノベーションベース、水生健康文化理論および技術イノベーション導入ベース、海洋化学イノベーション導入ベース、海洋工学および海洋再生可能エネルギーイノベーション導入ベース、海洋生物ゲノミクスおよび分子遺伝育種イノベーション導入知的基盤 |
| 「985プロジェクト」哲学と社会科学イノベーションベース                  | 1          | |
| 文部科学省の重要な研究拠点                                             | 1          | |
| 国立文化産業研究センター                                               | 1          | |
| 山東人文社会科学研究基地                                               | 4          | |
| 「第12次5カ年計画」における山東大学の人文社会科学研究拠点              | 2          | |

地球科学、植物学および動物学、工学技術、化学、材料科学、農業、生物学および生化学、環境科学および生態学、薬理学および毒性学、米国ESIグローバル研究所でランク付けされた9つの分野（分野）トップ1％。 彼は、国家技術発明の1位、2位、2位、自然科学の2位、科学技術進歩の2位を受賞しました。「第12次5カ年計画」以来、全国レベルの1,100以上のプロジェクトを管理しました。 34の州および省レベルの科学技術賞と51の人文科学および社会科学賞があります。17,000件を超える論文がSCI、EI、およびISTPに承認され、1,704の発明特許が適用され、918の発明特許が承認された。

#### 学術資料
中国海洋大学の図書館は玉山キャンパスと魚山キャンパスにあり、約52,000平方メートルの建築面積と、電子読書室の260席を含む4,000席を超えており、文書リソースの構築は、専門家サークルの選択、読者の推薦、および司書の構築という三位一体で運営。2017年末までに、コレクションには約250万冊の紙の書籍と定期刊行物、中国語と外国語の500万冊以上の書籍、303のデータベースがあり、継続性とカバレッジを維持することに基づいて、コレクション文献リソースは、主要な分野と有利な研究分野のニーズを満たすよう努めており、コレクション文献の特性は顕著になる。 2004年以来、図書館は、中国海洋大学の海洋および水生分野の伝統的なコレクションの文献リソースに基づいて、物理的な海洋図書館を構築してきた。
「Journal of China University of Journal of National Science Edition」は、China Science and Technology Periodical Citation Reportのコアジャーナル、 中国のコアジャーナルのコアジャーナル、および Chinese Science Citation Databaseのコアジャーナルです.American Chemical Abstracts、Mathematical Review、Russian Digest Magazine、British Zoologyから発行されています記録、ドイツ数学抄録、およびケンブリッジ科学技術ウェブサイトを含む多くの国際的に有名な検索機関は、4年連続で教育省科学技術部から「ブティックジャーナル賞」を授与。
「Journal of China Ocean University Social Science Edition」は、CSSCIのコアソースジャーナルであり、RCCSE Chinaのコアアカデミックジャーナルでメインコラムには、海洋開発研究、経済および管理研究、政治学および法学研究、言語および文学研究、学術トピックが含まれます。海洋開発調査は特集セクション。 このジャーナルは、「National Top 100 Social Science Journals」、「National Social Science Journal Characteristic Columns」、「National Science、Engineering、Agriculture and Hospitals Excellent Humanities and Social Sciences Journal」のタイトルを獲得。
「ジャーナル・オブ・オーシャン・ユニバーシティ・オブ・チャイナ」の英語版は、米国、英国、フランス、ドイツ、オーストラリア、およびその他の国からの40人以上の有名な学者を専門とし、ドイツの企業スプリンガーによって国際的に配布されており このジャーナルは、中国の科学技術の中核ジャーナル（中国科学論文ジャーナル）であり、US Science Index（SCI Expanded）、US Chemical Abstracts：CD Edition、Russian Journal of Digest（AJ）、および米国で採用されています。 Cambridge Science Digest：自然科学（CSA-ASFA0 / ASFA1 / ASFA2 / ASFA3 / B-CSV / EEA / Envl / MGA / OA / PollA / WRA / BS）、英国動物学記録（ZR）、米国生物学要約：事前評価（BP）、米国「ウルリッヒの国際定期刊行物ディレクトリ」（ウルリッヒの国際定期刊行物ディレクトリ）から
「中国海洋大学の高等教育研究」（四半期）は、中国海洋大学が後援する高等教育のジャーナルです。毎年3月、6月、9月、12月に発行される内部ジャーナルである。
学校の開発目標は次のとおりです.2020年までに、基本的には国際的な名声と顕著な特性を備えた高レベルの研究大学を構築します.2030年までに、世界クラスの包括的な海洋大学を、今世紀中旬までに、卓越した特性を備えた世界クラスの大学を構築。

## 学部
| 大学                   | 部門                   | 部門                                   | 部門                         | 部門                           | 部門                           | その他の制度的設定                                       |
| ---------------------- | ---------------------- | -------------------------------------- | ---------------------------- | ------------------------------ | ------------------------------ | -------------------------------------------------------- |
| 海洋大気大学           | 海洋学科               | 気象学                                 | 気象学                       | 気象学                         | 気象学                         | 教育省物理海洋の重要な研究室                             |
| 情報理工学部           | 物理学科               | 電子工学科                             | コンピューター部門           | 海洋技術学科                   | 海洋技術学科                   | オーシャンビッグデータ国立および地方共同工学研究センター |
| 化学化学工学部         | 海洋化学科             | 化学科                                 | 化学工学科                   | 化学工学科                     | 化学工学科                     | 文部省海洋化学理論および工学技術の主要研究室             |
| 海洋地球科学部         | 海洋地球科学科         | 地球探査情報技術局                     | 河口沿岸地域研究所           | 河口沿岸地域研究所             | 河口沿岸地域研究所             | 文部科学省潜水艦科学検出技術研究所                       |
| マリンライフカレッジ   | 海洋生物学             | 海洋生物工学科                         | 環境生態系                   | 環境生態系                     | 環境生態系                     | 教育省海洋遺伝学および繁殖の重要な研究室                 |
| 水産大学               | 養殖部                 | 海洋漁業                               | 海洋漁業                     | 海洋漁業                       | 海洋漁業                       | 教育水産省の重要な研究室                                 |
| 食品科学工学部         | 食品科学工学科         | 食品科学工学科                         | 食品科学工学科               | 食品科学工学科                 | 食品科学工学科                 | 山東海洋食品工学技術研究センター                         |
| 医学部                 | 薬局                   | 薬局                                   | 薬局                         | 薬局                           | 薬局                           | 国立海洋薬物工学技術研究センター                         |
| 工学部                 | 海洋工学科             | 機械電気工学科                         | 土木工学科                   | 自動化および測定システム       | 自動化および測定システム       | 山東省海洋エンジニアリングの主要研究所                   |
| 環境理工学部           | 環境科学科             | 環境工学科                             | 環境工学科                   | 環境工学科                     | 環境工学科                     | 文部省海洋環境生態学研究所                               |
| 経営学部               | 経営学科               | 会計学科                               | マーケティングと電子商取引   | 観光局                         | 観光局                         | 中国企業運転資金管理研究センター                         |
| 経済学部               | 国際経済貿易省         | 財務省                                 | 経済学科                     | 経済学科                       | 経済学科                       | 文部科学省人文社会科学研究所、海洋経済研究所             |
| 外国語学校             | 英語科                 | 日本語部                               | 韓国語                       | フランス部                     | ドイツ部                       |                                                          |
| 文学部とジャーナリズム | 中国部                 | ジャーナリズムとコミュニケーション学科 | 文化産業局                   | 学科                           | 学科                           | 文化省-中国海洋大学国立海洋産業研究センター              |
| ロースクール           | 法学部                 | 法学部                                 | 法学部                       | 法学部                         | 法学部                         | 最高人民法院、海洋司法保護理論研究基地                   |
| 国際関係学部           | 政治学科               | 行政学科                               | 行政学科                     | 行政学科                       | 行政学科                       |                                                          |
| 数理科学研究科         | 数学科                 | 情報コンピューティング科学科           | 情報コンピューティング科学科 | 情報コンピューティング科学科   | 情報コンピューティング科学科   |                                                          |
| 材料科学研究科         | 材料科学専攻           | 材料科学専攻                           | 材料科学専攻                 | 材料科学専攻                   | 材料科学専攻                   | 文部省海洋保護技術工学研究センター                       |
| 基礎教育センター       | 教育省                 | 芸術学科                               | 体育学科                     | 体育学科                       | 体育学科                       |                                                          |
| マルクス主義アカデミー | マルクス主義の基本原則 | 中国マルクス主義教育研究部             | 中国近現代史部               | イデオロギーおよび政治教育学科 | イデオロギーおよび政治教育学科 |                                                          |

## 文化的伝統

### 学校のモットー
中国海洋大学のモットーは「 川と川の海 」。
1.学校バッジの主な構成は青い空と波であり、学校の校舎の時間が上部に書かれている
2.学校のバッジは、メインの色として青を採用し、海の色と一致
3.中国語と英語の学校名が外側の円に

## キャンパス

### 魚山キャンパス

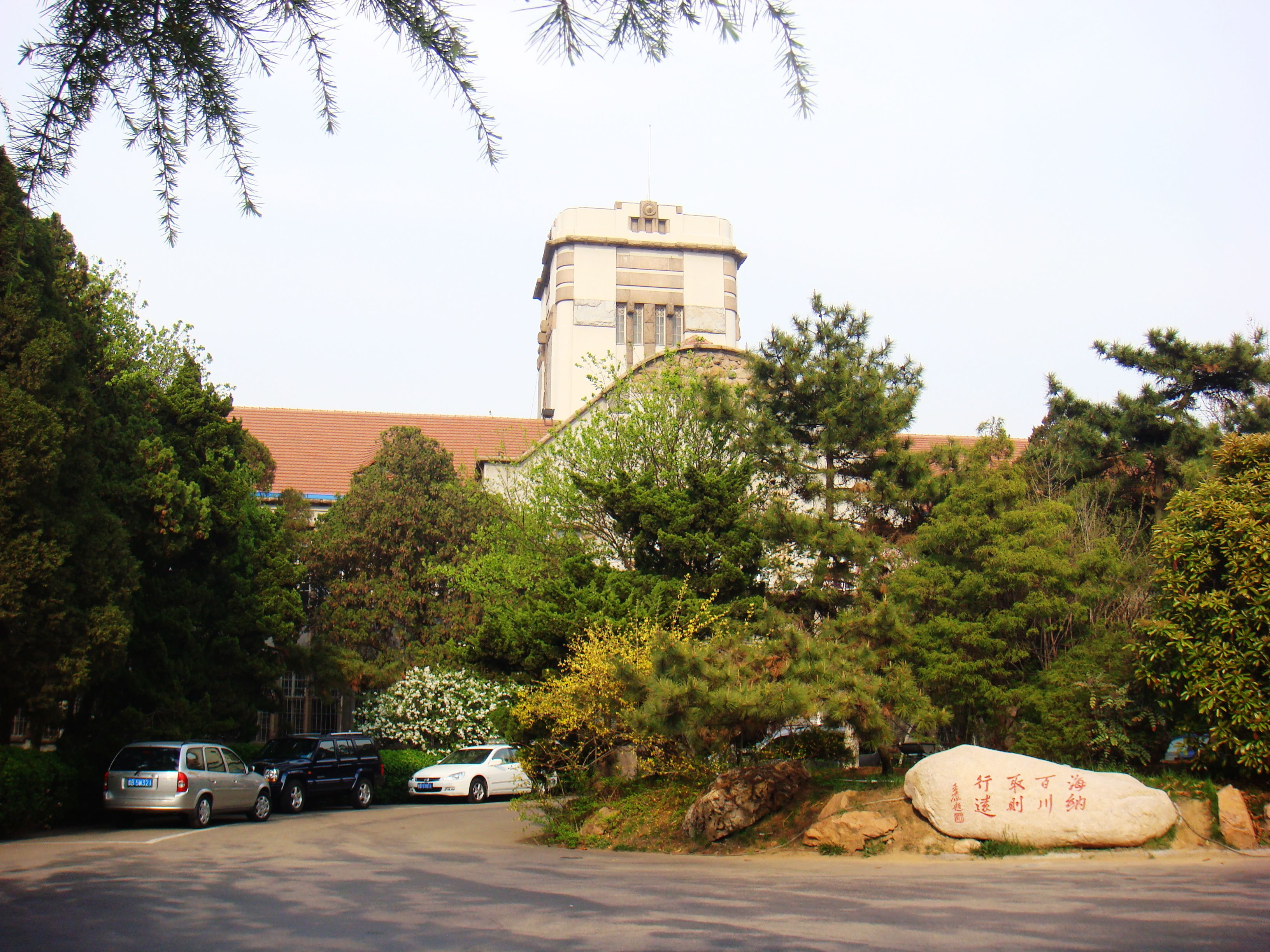
中国海洋大学魚山キャンパス6階

魚山キャンパスは、学校で最も古い学区で、魚山路5号にある。かつての私立青島大学であり、後に国立山東大学の所在地となる。敷地面積は、 約0.31平方キロメートル（465エーカー）。 学校ライフサイエンス研究クラスターの宇宙船として、キャンパスは海洋生物専門学校、水生専門学校、医科大学、食品科学工学専門学校、美術学科があり、ドイツのビスマルク兵舎の跡地、青島日本中学校の跡地 、国立山東大学時代に建てられた教育棟など、数多くの歴史的建物があります。

### 浮山キャンパス
浮山キャンパスは1990年代に建設され、香港東路23号に位置し、キャンパスは海に隣接した浮山の前にあり、交通が便利です。 もともと、管理学院、法学部、新聞伝播学院などがあったが、2008年から2010年にかけて嶗山キャンパスに移転。 現在、福山キャンパスは中国海洋大学の継続教育学部であり、大学研究室の一部。 キャンパスのほとんどのオフィススペースは、キャンパス外のトレーニング機関にリースされている。

### 嶗山キャンパス

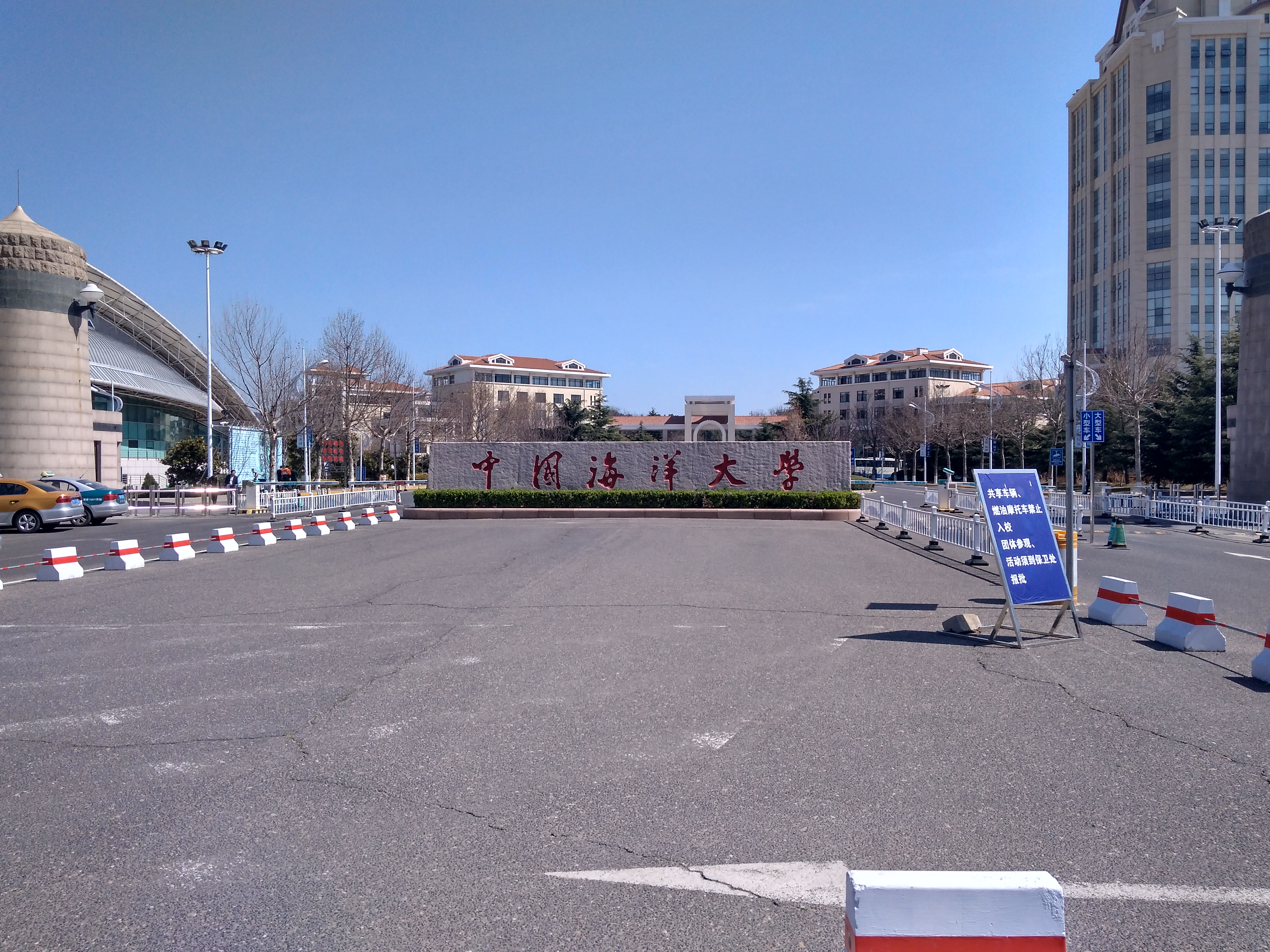
中国海洋大学嶗山キャンパス

嶗山キャンパスは21世紀初頭に建設され、2006年に新しい生活を始めました。 風光明媚な嶗山のふもとにあるキャンパスは、現在、中国海洋大学のメインキャンパスとなっています。嶗山キャンパスの面積は約1.21平方キロメートル（1815エーカー）。大学および大学には、海洋大気大学、情報科学工学部、化学および化学工学部、海洋地球科学部、工学部、環境科学および工学部、経営学部が含まれ、キャンパスには、図書館、体育館、陸上競技場、プール、エンジニアリングトレーニングセンターなどのインフラストラクチャと、南地区、北地区、東地区を含む10以上のレストランが完備されている。

### 西海岸キャンパス
海洋科学教育創新園区（西海岸キャンパス）は、 ハルビン工科大学の青島キャンパスと中国科学アカデミーの青島キャンパスに隣接する青島の西海岸新区の古鎮口軍民融合創新示範区に位置する。 2018年現在、キャンパスは建設中であり、2021年に第一期工事が完了する予定。
西海岸キャンパスは約2,800ムーの面積をカバーしています。当初、実験基地とオフショア実験サイト、エンジニアリング技術規律グループとR＆D基地、海洋開発戦略研究分野の共同イノベーションセンター、および軍事-民生統合イノベーションデモンストレーションゾーンを特定しました。制度改革パイロットゾーンの5つの機能オリエンテーションなどで キャンパスの総建設予定面積（グラウンド）は177万平方メートル、建物の容積比は約0.8、学生の合計サイズは20,000人、教職員数は2,000人です。 計画によれば、情報科学工学部、工学部、食品科学工学部、材料科学工学部は西海岸キャンパスに 

## 歴代校長
私立青島大学
- 高恩洪（1924年8月-1924年11月）
- 孫広欽（中国語版）（代理）（1924年11月-1925年1月）
- 宋傳典（中国語版）（1925年1月-1928年）

国立山東（青島）大学
- 楊振声（中国語版） （1930年9月-1932年9月）
- 趙太侔（中国語版） （1932年9月-1936年6月）
- 林済青 （1936年7月-1938年2月）
- 趙太侔 （1946年2月-1949年6月）
- 華崗（中国語版） （1951年2月-1955年8月）
- 晁哲甫（中国語版） （1956年7月-1958年7月）

山東海洋大学
- 曲相昇（1959年-1967年）
- 張国中（1974年-1980年）
- 華山（1981年-1984年）
- 文聖常（中国語版）（1984年-1987年）
- 施正鏗（1987年-1988年）

青島海洋大学
- 施正鏗（1988年-1993年）
- 管華詩（中国語版）（1993年-2002年）

中国海洋大学
- 管華詩（2002年10月-2005年）
- 呉徳星（中国語版）（2005年7月-2014年7月）
- 于志剛（中国語版）（2014年7月-現在）

## 著名な教授及び出身者
私立青島大学時代（1924-1928）
- 高恩洪 （1875-1928）、清代後期および中華民国の政治家。1924年、私立青島大学の設立を主導
- 孫広欽（中国語版）（1902-1963）、私立青島大学の元学長代理
- 羅栄桓 （1902-1963）、衡山出身、軍人、政治家。1924年、私立青島大学商工予科で学んだ。

国立山東（青島）大学時代（1930-1958）

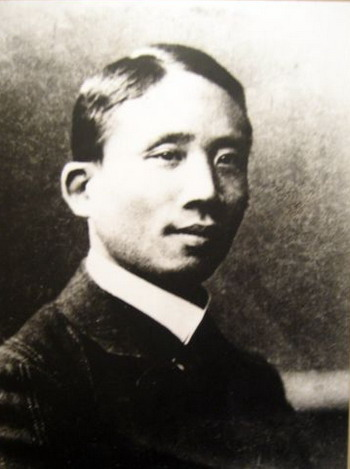
蔡元培

聞一多

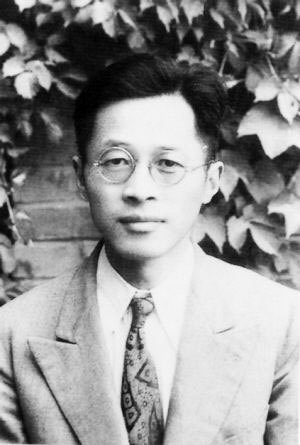
王宜昌

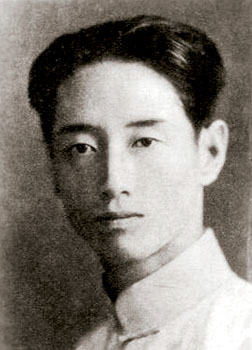
臧克家

- 蔡元培（1868-1940）、政治家、教育者。1929年、「青島の地勢と気候は、将来必ず文化の中心地となるであろうから、大学との関係は非常に大きい」として、国立山東大学のキャンパスを青島に設置。
- 楊振声（中国語版）（1890-1956）、教育者、作家。国立青島大学校長を歴任。
- 聞一多（1899-1946）、詩人、古典論家。愛国民主戦士。国立青島大学の文学院で教鞭をとり、文学院の院長を歴任。
- 沈従文（1902-1988）、作家、小説家、随筆家、考古学の専門家。国立青島大学で教鞭をとる。
- 趙太侔（中国語版）（1890-1968）、劇作家、教育者。国立山東大学の初代校長。
- 洪深（中国語版）（1889-1955）、劇作家。中国の演劇や映画の先駆者であり創始者の一人。山東大学で教鞭をとり、外文学科主任を歴任。
- 晁哲甫（中国語版）（1894-1970）、山東大学の校長を歴任。
- 王統照（中国語版）（1897-1957）、作家、詩人。山東大学で教鞭をとる。
- 張璽（中国語版）（1897-1967）、海洋動物学者。無脊椎動物研究の第一人者で、中国科学院海洋研究所の副所長を歴任。
- 老舎（1899-1966）、小説家、劇作家。山東大学中文学科で教鞭をとる。
- 童第周（中国語版）（1902-1979）、発生学者。中央研究院院士及び中国科学院の学部委員。科学院海洋研究所の所長を歴任。山東大学で教鞭をとる。
- 華崗（中国語版） （1902-1972）、哲学者、史学家、教育者。山東大学校長兼中国共産党員会書記を歴任。
- 梁実秋（1903-1987）、文学者、文芸評論家、教育者、翻訳家、辞書編纂者。国立青島大学外文学科で教鞭をとり、外文学科主任兼図書館長を歴任。
- 束星北（中国語版）（1905-1983）、理論物理学者。1957年にノーベル物理学賞を受賞する李政道に、物理の基礎を教える。山東大学で教鞭をとる。
- 朱樹屏（中国語版）（1907-1976）、海洋生態学者、水産学者、教育者。植物プランクトンの実験生態学分野の先駆者。山東大学水産学科で教鞭をとる。
- 林紹文（中国語版）（1907-1990）、生物学者、海洋学者、中国の水産学の創始者の一人。山東大学で教鞭をとリ、生物学科主任を歴任。
- 王淦昌（中国語版）（1907-1998）、原子核物理学者。中国の慣性核融合研究の創始者。中国科学院の学部委員（院士）。山東大学物理学科で教鞭をとる。
- 赫崇本（中国語版）（1908-1985）、海洋学者、中国の海洋物理学の創始者の一人。山東海洋学学院で教鞭をとる。
- 曾呈奎（中国語版）（1909-2005）、海洋学者。長期にわたる海藻生物学研究が有名。中国科学院の学部委員（院士）。科学院海洋研究所の所長を歴任。山東海洋学院で教鞭をとり、植物学科主任、水産養殖学科主任を歴任。
- 方宗熙（中国語版）（1912-1985）、遺伝学者、科学者。海藻遺伝学、繁殖研究の先駆者及び創始者。。山東大学で教鞭をとる。
- 江青（1914-1991）､女優、政治家。毛沢東の4人目の妻｡青島大学図書館で勤務。
- 臧克家（中国語版）（1905-2004）、現代詩人。1934年、国立青島大学中文学科を卒業。
- 兪啓威（1912-1958）、政治家。江青と交際。1933年､国立青島大学物理学科を卒業。

中国海洋大学時代（1958年-現在）
- 文聖常（中国語版）（1921-2022）、海洋物理学者。中国科学院院士。山東海洋学院で院長を歴任。
- 李慶忠（中国語版）（1930-2022）、石油工学者。中国工程院院士と中国海洋大学の院士を兼任。
- 劉鴻亮（中国語版）（1932-）、環境工学者。中国工程院院士と中国海洋大学の院士を兼任。
- 王蒙（1934-）、作家。中国海洋大学教授、顧問、文学院院長。
- 馮士筰（中国語版）（1937-）、海洋物理学者。中国科学院院士。中国海洋大学で教鞭をとる。
- 張国偉（中国語版）（1939-）、地質学者。中国科学院院士と中国海洋大学の院士を兼任。
- 管華詩（中国語版）（1939-）、海洋薬物研究者。中国工程院院士。1964年に山東海洋学院を卒業し、青島海洋大学の校長を務めた。
- 高従堦（中国語版）（1942-）、化学工業分離研究者。杭州水処理技術研究開発センター研究員。中国工程院院士。1964年に山東海洋学院海洋化学学科を卒業。
- 蒋興偉（1959-）、国家衛星海洋応用センター主任。2017年、中国工程院院士に選任。1982年7月、山東海洋学院海洋水文専攻を卒業。
- 包振民（中国語版）（1961-）、海洋生物遺伝学及び飼育研究者。2017年、中国工程院院士に選任。1982年7月、山東海洋学院海洋生物学科を卒業。
- 宋微波（中国語版）（1958-）、生物学者。2015年、中国工程院院士に選任。1985年7月、山東海洋学院水産学科修士課程を修了。
- 張偲（中国語版）（1963-）、海洋学者。2013年、中国工程院院士に選任。1985年7月、山東海洋学院海洋生物学科を卒業。
- 郭大涌（1939-2017）、物理学者。工学者。1961年7月、中国海洋大学を卒業。

## コメント
1. ↑  即青岛医学院，又称“东亚医科学院”，1946年并入在青岛的国立山东大学医学院，1956年分出，和历史上的私立、国立青岛大学以及（国立）山东大学并无渊源
2. ↑  青岛工学院于1956年迁至武汉

## 参照資料
1. ↑  “学校概况”. 2014年7月14日時点のオリジナルよりアーカイブ。2014年7月3日閲覧。
2. ↑  “Vision & Mission”. 2014年7月3日閲覧。
3. ↑  “山东大学” (中国語) (2011年8月3日). 2019年9月25日閲覧。
4. ↑  “学校简介”. www.ouc.edu.cn. 2018年6月30日閲覧。
5. ↑  “西海岸校区概覧”. web.ouc.edu.cn. 2018年6月23日時点のオリジナルよりアーカイブ。2018年6月23日閲覧。